# 1970 год в компьютерных играх

## События
- Дуглас Энгельбарт получил патент на компьютерную мышь. Новинка получила название «система индикации X-Y позиции на мониторе». Прибор выглядел как большая деревянная мышь с большими колёсами. Позднее компьютерная мышь стала активно использоваться в компьютерных играх[1][2].

## Выпуски игр
- Выпущена игра Highnoon, разработанная Кристофером Гайло из Высшей школы Сайоссета (Нью-Йорк, США) на мейнфрейме, работающем в режиме разделения времени[3][4].